# 多切斯特 (內布拉斯加州)
多切斯特（英語：Dorchester）是位於美國內布拉斯加州薩林縣的村。

## 人口
根據2020年美國人口普查的數據，多切斯特的面積為1.30平方千米，皆為陸地。當地共有人口596人，而人口密度為每平方千米458人。